# Mulcey
Mulcey település Franciaországban, Moselle megyében. Lakosainak száma 209 fő (2022. január 1.). Mulcey Blanche-Église, Val-de-Bride, Marsal és Saint-Médard községekkel határos.

## Népesség
A település népességének változása:
| Lakosok száma | 249  | 260  | 248  | 224  | 213  | 210  | 211  | 211  | 211  | 209  |
|               | 1968 | 1982 | 1990 | 2006 | 2013 | 2015 | 2017 | 2019 | 2020 | 2022 |